# 尉遲鳳崗
尉遲鳳崗（1904年6月19日—1937年9月24日），名毓鳴，以字行。山西省朔州人，生於雲南省新平縣者竜鄉者竜村，弟兄十人，將軍排行第五，他為抗日戰爭期間陣亡的中國軍方高級將領之一。

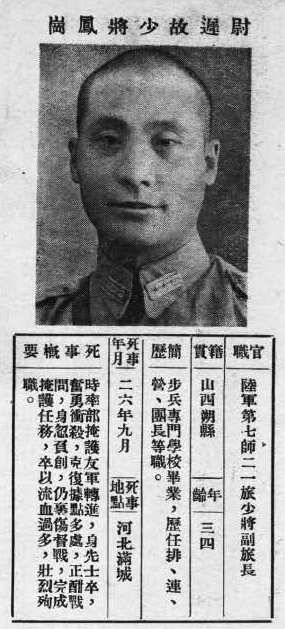
《抗戰軍人忠烈錄》（第一輯）中的尉遲鳳崗烈士遺像

## 生平
將軍先後畢業於昆明求實中學、滇軍幹部學校、步兵專門學校。任陸軍第七師21旅少將副旅長兼41團團長。在河北滿城與敵作戰中壯烈成仁，時年34歲。